# الطريق السريع 60 (السعودية)
الطريق السريع 60 هو طريق سريع في السعودية. يربط ما بين مدن منطقة القصيم والمدينة المنورة وينبع. تم الانتهاء من إنشائه في عام 2005، بتكلفة إجمالية بلغت حوالي 3.30 مليار ريال. كما تم العمل عليه إلى أن وصل منتهياً بمدينة الجبيل في المنطقة الشرقية.
يبدأ الطريق من تقاطعة مع الطريق السريع (5) في ينبع الصناعية ثم يتجه شرقاً مروراً ببدر حنين، والواسطة، والحمراء، والمسيجيد، والفريش، والمفرعات، ثم يتقاطع مع الطريق الدائري بالمدينة المنورة ثم يقطع طريق رياض الخبراء / البكيرية مروراً ببريدة ثم يتجه شرقاً مروراً بالزلفي والأرطاوية إلى أن ينتهي بالجبيل.
طول الطريق من القصيم إلى المدينة المنورة هو 450 كيلومتراً، وطوله من المدينة المنورة إلى ينبع 164 كيلومتراً. يرتبط الطريق السريع 60 مع الطريق السريع 5 عبر الطريق 135 ليصل إلى ثول مروراً برابغ بمسافة تقدر بحوالي 198 كيلومتراً.
يبلغ طوله 812 كيلومتراً. وهو واحد من أطول الطرق السريعة التي بنيت من قبل وزارة النقل. الطريق السريع 60 له أهمية في السياحة والحج.